# Blaga, Bacău
Blaga este un sat în comuna Dealu Morii din județul Bacău, Moldova, România. La recensământul din 2002 avea o populație de 252 locuitori.